# Josef Neckermann
Josef Carl Peter Neckermann (Würzburg, 5 juni 1912 – Dreieich 13 januari 1992) was een Duits ruiter, die gespecialiseerd was in dressuur. 

## Loopbaan
Neckermann won tijdens de Olympische Zomerspelen 1960 de bronzen medaille individueel. Vier later werd Neckermann olympisch kampioen in de landenwedstrijd individueel moest hij genoegen nemen met de vijfde plaats. Tijdens de eerste wereldkampioenschappen dressuur in 1966 werd Neckermann zowel individueel als in de landenwedstrijd wereldkampioen. Neckermann werd in Mexico-Stad olympisch kampioen in de landenwedstrijd en won de zilveren medaille individueel. Bij de Olympische Zomerspelen 1972 in zijn thuisland won Neckermann de bronzen medaille individueel en de zilveren medaille in de landenwedstrijd. Neckermanns dochter Eva Maria Pracht won namens Canada de bronzen medaille in de landenwedstrijd dressuur tijdens de Olympische Zomerspelen 1988.
Josef Neckermann was de grondlegger en eigenaar van het Neckermann-concern.

## Resultaten
- Olympische Zomerspelen 1960 in Rome  individueel dressuur met Asbach
- Olympische Zomerspelen 1964 in Tokio 5e individueel dressuur met Antoinette
- Olympische Zomerspelen 1964 in Tokio  landenwedstrijd dressuur met Antoinette
- Wereldkampioenschappen 1966 in Bern  individueel dressuur met Mariano
- Wereldkampioenschappen 1966 in Bern  landenwedstrijd dressuur met Mariano
- Olympische Zomerspelen 1968 in Mexico-Stad  individueel dressuur met Mariano
- Olympische Zomerspelen 1968 in Mexico-Stad  landenwedstrijd dressuur met Mariano
- Olympische Zomerspelen 1972 in München  individueel dressuur met Mariano
- Olympische Zomerspelen 1972 in München  landenwedstrijd dressuur met Mariano

- Gemeinsame Normdatei: 118586742
- International Standard Name Identifier: 0000 0000 7147 1812
- Library of Congress Control Number: n91128256
- MusicBrainz: 0491d1af-bb76-4bcc-bf24-c51778c49b92
- Système universitaire de documentation: 152216804
- Virtual International Authority File: 38562352
- WorldCat: E39PBJfGR3t4YJCjpQyg4xwpyd

1928: von Langen, Linkenbach, Lotzbeck ·
1932: Lesage, Marion, Jousseaume ·
1936: Pollay, Gerhard, Oppeln-Bronikowski ·
1948: Jousseaume, Saint-Fort Paillard, Buret ·
1952: Saint Cyr, Boltenstern, Persson ·
1956: Saint Cyr, Boltenstern, Persson ·
1964: Boldt, Klimke, Neckermann ·
1968: Neckermann, Klimke, Linsenhoff ·
1972: Petoesjkova, Kizimov, Kalita ·
1976: Boldt, Klimke, Grillo ·
1980: Kovsjov, Oegrjoemov, Misevitsj ·
1984: Klimke, Sauer, Krug ·
1988: Klimke, Linsenhoff, Theodorescu, Uphoff ·
1992: Balkenhol, Uphoff, Theodorescu, Werth ·
1996: Balkenhol, Schaudt, Theodorescu, Werth ·
2000: Werth, Capellmann, Salzgeber, Simons-de Ridder ·
2004: Kemmer, Schmidt, Schaudt, Salzgeber ·
2008: Kemmer, Capellmann, Werth ·
2012: Hester, Bechtolsheimer, Dujardin ·
2016: Rothenberger, Schneider, Bröring-Sprehe, Werth ·
2020: von Bredow-Werndl, Schneider, Werth ·
2024: Wandres, von Bredow-Werndl, Werth